# Вашко Костянтин Вікторович
Костянтин Вікторович Вашко (нар. 1967) — український комсомольський діяч, філософ, 2-й секретар міжвузівського міськкому ЛКСМУ міста Києва. Член ЦК КПУ в грудні 1990 — серпні 1991 р.

## Біографія
Із відзнакою закінчив філософський факультет Київського державного університету імені Тараса Шевченка. Був Ленінським стипендіатом та стипендіатом імені Сковороди. Член КПРС.
На 1990 рік — аспірант кафедри наукового комунізму Київського державного університету імені Тараса Шевченка. У 1990 році був кандидатом у народні депутати Української РСР 1-го демократичного скликання по Дарницькому виборчому округу № 6 міста Києва.
До 1991 року —  2-й секретар міжвузівського міського комітету ЛКСМУ міста Києва.
У 1990-ті роки емігрував за межі України.